# Spectrum Brands
Spectrum Brands ist ein börsennotierter US-amerikanischer Mischkonzern mit Sitz in Middleton (Wisconsin).
Die Produkte des Unternehmens werden unter den folgenden Marken vertrieben:
- elektrische Rasierapparate und Haarschneider unter der Marke Remington.
- Haushaltselektrokleingeräte (Small Domestic Appliances, SDA) mit der Marke Russell Hobbs.
- Herbizide, Insektizide und Dünger unter den drei Marken Spectracide, Schultz und Garden Safe.
- Abwehrmittel gegen Insekten (Repellent) unter den zwei Marken Cutter und  Repel & Hot Shot.
- Fischfutter und Aquarienzubehör unter den drei Marken Tetra, Marineland und Jungle.
- Heimtierbedarf unter den drei Marken Dingo, 8 in 1 und Nature’s Miracles.

## Unternehmensgeschichte
1906 wurde die French Battery Company in Madison (Wisconsin) gegründet. In den 1930er-Jahren wurde das Unternehmen in Rayovac umbenannt. 1989 erwarb man Vidor von Crompton Parkinson. 1996 übernahm die Private-Equity-Gesellschaft Thomas H. Lee Rayovac und führte das Unternehmen 1997 an die Börse. 2002 erwirbt Rayovac das Privatkundengeschäft der Batterien-Sparte von VARTA, 2003 die Remington Products Company. 2005 kauft Rayovac die United Industries Corporation und übernahm den Namen Spectrum Brands. Im selben Jahr wurde auch die  Tetra GmbH übernommen und in die United PetGroup Sparte integriert.
Am 3. Februar 2009 verkündete Spectrum Brands offiziell, dass die Insolvenz gemäß Chapter 11 des Insolvenzrechts der Vereinigten Staaten beantragt worden war. Am 28. August 2009 wurde die Insolvenz abgeschlossen und Spectrum Brands verließ den Gläubigerschutz nach Chapter 11.
2018 verkaufte Spectrum Brands seine Batteriesparte mit seiner eigenen historischen Marke Rayovac inklusive der Rechte an der Marke Varta für Consumer-Batterien an Energizer Holdings. Zum 2. Januar 2019 war der Verkauf vollständig vollzogen.